# Herrischried
Herrischried este o comună din districtul Waldshut în Baden-Württemberg, Germania.

## Istorie
Herrischried a fost condusă de casa de Wieladingen, vasală a Abației Säckingen. În 1783, acesta a devenit parte a Austriei Anterioare, casa de Habsburg deja având un anumit grad de putere în zonă. În 1805, în timpul Păcii de la Pressburg, Herrischried va ajunge în posesia Marelui Ducat de Baden.